# 회초리 (체벌)
회초리(回初理)는 나무 막대를 활용한 체벌의 도구이다. 독일 등의 다른 나라에서는 주로 유연성이 좋은 자작나무를 활용했다.

## 내용
사전적 정의는 체벌할 때에 쓰는 가는 나뭇 가지를 뜻한다. 예로부터 상급자가 하급자를 훈육할 때 쓰였다. 회초리가 닿는 곳은 손바닥, 엉덩이, 허벅지, 종아리, 발바닥 등의 부위이다.